# Cassie Scerbo
Cassandra Lynn "Cassie" Scerbo, född den 30 mars 1990 på Long Island, är en amerikansk skådespelerska, sångerska och dansare bosatt i Los Angeles. 
Scerbo är känd för sin roll i ABC-Familys Make It or Break It som Lauren Tanner (2009-2012) och som Amber Pollock i Teen Spirit, 2011. Hon har även medverkat i långfilmerna Sharknado (2013) och Sharknado 3: Oh Hell No! (2015) som Nova Clarke. Scerbo har även varit med i Bring It On: In It to Win It som Brooke 2007.